# Epopsima fasciolata
Epopsima fasciolata är en fjärilsart som beskrevs av Butler 1886. Epopsima fasciolata ingår i släktet Epopsima och familjen nattflyn. Inga underarter finns listade i Catalogue of Life.